# レベルデザイン

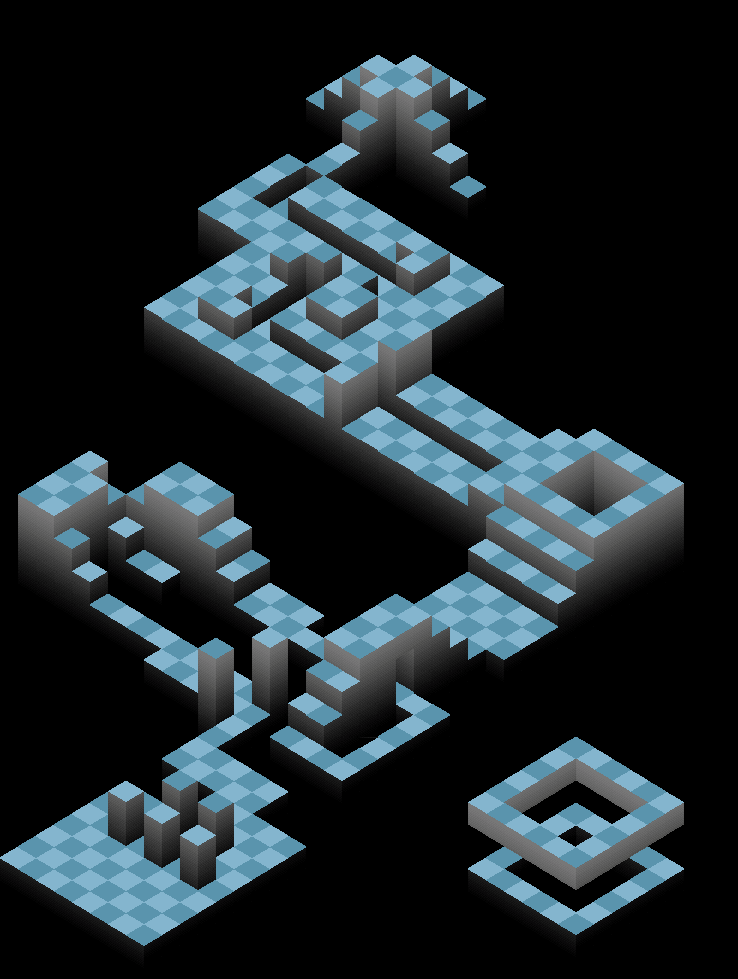
Edgeのレベルデザイン

レベルデザイン、環境デザイン、は、ビデオゲームのレベル（ロケール、ステージまたはミッション）の作成に関するゲーム開発のー分野である   。これは一般に、レベルを構築するために設計されたゲーム開発ソフトウェアであるレベルエディタを使用して行われる。レベル編集ツールが組み込まれているゲームもある。レベルデザインは芸術的で技術的なプロセスである 。

## 歴史
ビデオゲームの初期の頃は、1人のプログラマーがゲームのマップとレイアウトを作成し、レベルデザインの専門分野や専門職は存在しなかった  。 初期のゲームではしばしば、ストーリーの進行にしたがって難易度が上がるレベルシステムを特色とした。 
エリアをデザインするのにかなりの時間を必要とした最初のゲームジャンルは、MUDといったテキストベースのゲームだった。多くの場合、昇進したユーザーが新しい通路、部屋、機器、およびアクションの作成を担当し、作成にはゲームインターフェース自体を使用した。 
1983年代の『ロードランナー』はレベルエディタ が付属した最初のタイトルの1つであり、噂によるとそのデザイナーであるダグラス・E・スミスは近所の子供たちにお金を払ってレベルデザインをさせていた。同年、マルチプレイヤー・ダンジョン・クロウルの『Dandy』がリリースされ、マニュアルに記載されているレベルエディタも付属した 。『ZZT』（1991）はユーザーが利用できるマッピングとスクリプトを備えた、後年のゲームである 。
『DOOM』（1993）と『Doom II』（1994）は、ゲーム改造に焦点を当てた最初の人気のあるゲームのうちの2つであり、それらのために多くのWADレベルファイルが作られた 。その理由の1つは、レベルファイルとゲームエンジン自体が明確に分離されていることだった。
『ハーフライフ』、『Quake 3』をはじめとする多くのゲームは際立ったマッピングツールを備え、ユーザ制作コンテンツのコミュニティがあった。 

## 工程

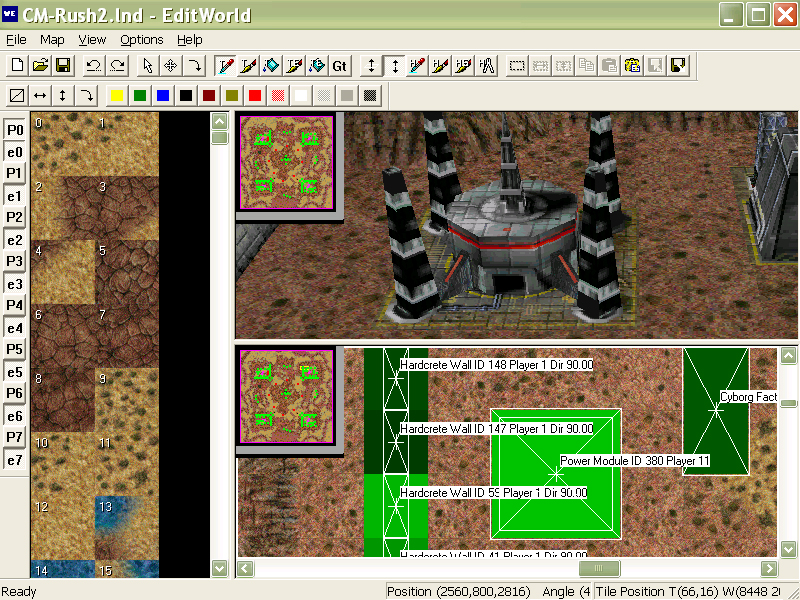
Warzone 2100のレベルエディタ。

現代のゲームにおける各レベルのレベルデザインは、通常、コンセプトアート、スケッチ、レンダリング、そして物理モデルから始まる  。その後、これらのコンセプトは、通常レベルエディタを活用して、詳細なドキュメント、環境モデリングおよびゲームの具体的なエンティティ（アクター）の配置となる。 
レベルエディタは、時には市販の3Dモデリングソフトウェアに匹敵する、完全なスタンドアロンパッケージとして配布されることがある 。マップの設計にはさまざまなステップがあり、これらのステップは今日存在するさまざまなゲームジャンルによって劇的に異なる場合がある。 
一般的な手順は次のようになる。 
- 丘、都市、部屋、トンネルなど、プレイヤーや敵が動き回るための大規模な地物を配置する[14] 。
- 日中/夜間、天候、採点システム、使用可能な武器またはゲームプレイの種類、制限時間、開始リソースなど、環境条件と「基本規則」を決定する。
- 資源の収穫、拠点の建設、水上移動など、あるゲームプレイの活動や行動が起こる領域を指定する。
- ドアや鍵、ボタンと関連装置、テレポーター、隠し通路など、静的でないレベルのパーツを指定する。
- プレイヤーユニット、敵、モンスター発生ポイント、はしご、コイン、リソースノード、武器、セーブポイントなど、さまざまなエンティティの位置を指定する[15] 。
- 一人以上のプレイヤーの開始位置と終了位置を指定する。
- レベル固有のグラフィックテクスチャ 、サウンド、アニメーション、照明、音楽などの審美的な詳細を追加する。
- プレイヤーによるアクションが特定の変化を引き起こすことができるスクリプト化されたイベント地点を導入する。
- ノンプレイヤーキャラクターが、歩き回るときに利用するパスファインディング（英語版）ノード、特定のトリガーに応じて行うアクション、プレイヤーと行う会話を配置する[5] 。

ゲームの最初のレベルは通常プレイヤーがゲームメカニクスを探るようデザインされており、特に『スーパーマリオブラザーズ』のワールド1-1が該当する 。
カットシーンはレベルのイベントによって引き起こされるかもしれないが、明らかに異なるスキルを必要とし、異なる人またはチームによって作成されるだろう。 
所望の結果を達成するまでに、レベル設計プロセスは数回繰り返されるかもしれない 。
レベルデザイナーやコンセプトアーティストはまた、プレイヤーのためにプリレンダリングされたレベル（またはゲーム世界全体）のマップを提供することを求められるかもしれない。 

### レベルのバグ
レベルデザイナーが避けるよう努める多くのマップバグがあるが、時にはしばらくの間気づかれないままになる。
プレイヤーは逃げることも死ぬこともできずにマップの地形にはまり込んでしまうかもしれない。プレイヤーは簡単に倒すことができるモンスターが絶えず出現する場所を見つけ、移動しなくても経験値を獲得できるかもしれない 。マルチプレイヤーマップでは、プレイヤーはアクセスできないように設計されたマップの領域にたどり着くかもしれない。たとえば、有利な屋上から他のプレイヤーをキャンピングする行為である。 最悪の場合、あるプレイヤーが他のプレイヤーの手の届かないマップの範囲外に落ちるかもしれない。見えない壁はレベルデザインのバグとして挙げられ、それは以前のバージョンのレベルから残されたジオメトリか、オブジェクトに適切に揃うように取り付けられなかったコリジョンボックスかもしれない。
場合によっては、レベルの「外」に落ちたり、「移動不能になる」領域に到達するなどの問題を自動的に検出するマッピングツールを設計することができる。用心深いレベルデザイナは、レベルの新しいバージョンをリリースする前の最後のステップとしてこれらのツールを実行する 。ほとんどの場合、マップを改良する最善の方法は、経験豊富なプレイヤーとプレイテストを行い、問題を悪用しようとすることである。

## レベルデザイナー
レベルデザイナーは、レベルエディタと他のツールを使用して環境とシナリオを作成するゲームデザイナーである  。レベルデザイナーは通常、プリプロダクションから完成までのレベルに取り組み、未完成のゲームも完成したゲームも扱う。ビデオゲームプログラマーは通常、デザイナーが使用するためのレベルエディタとデザインツールを作成する。  これにより、デザイナーがゲームコードにアクセスしたり変更したりする必要がなくなる 。  時にコミュニティで利用できるレベル編集ツールとは対照的に、レベルデザイナーは、必要なアートワークがゲームアーティストによって作成される前に、レベルの一貫性と明確なレイアウトを目指してプレースホルダーとプロトタイプを使用して作業する。 近年、ビジュアル、構造およびゲームプレイ関連作業の責務は複数の専門家の間でますます分業が進んでいるが、多くのレベルデザイナーはビジュアルアーティストとしてのスキルもゲームデザイナーとしてのスキルも備えている   。 

## ゴールの設計

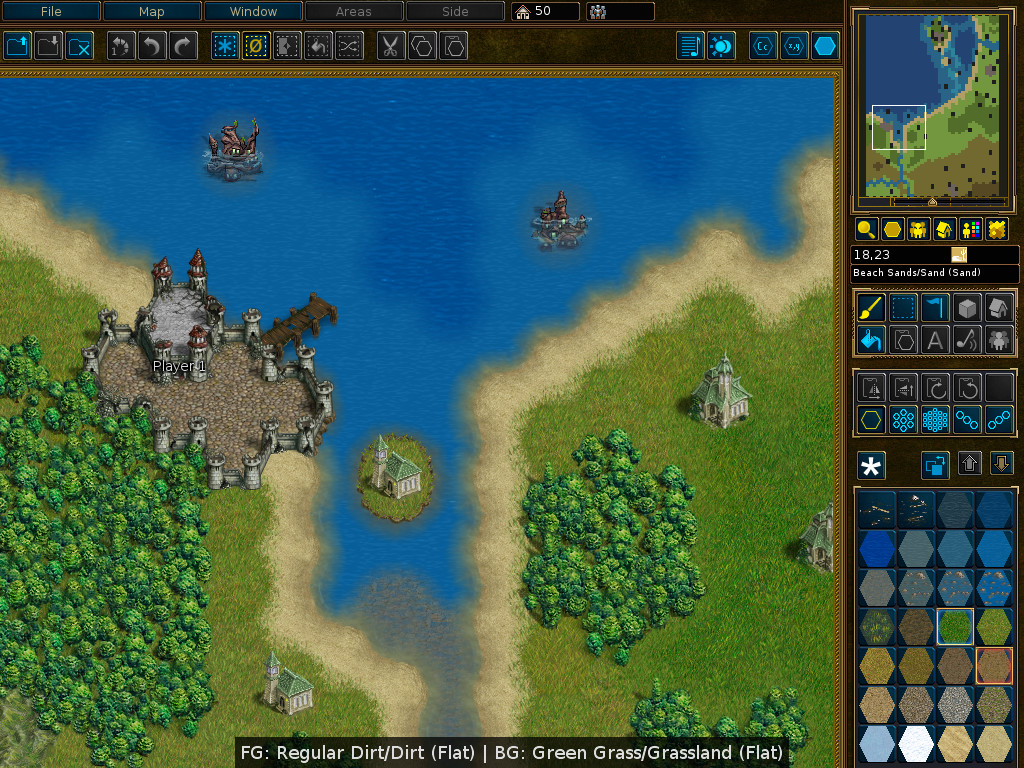
The Battle for Wesnoth用マップエディタの例。

レベルデザインは主に2つの目的に不可欠である。1つはプレイヤーにゴールを与えること、もう1つは楽しいプレイ体験を与えることである。すぐれたレベルデザインは質の高いゲームプレイを生み出し、臨場感のある体験を提供し、そして特にストーリーベースのゲームでは、ストーリーを進めることを目指す。没入型のプレーヤー体験を生み出すためには、テクスチャとオーディオを利用する熟練した能力が必要である。

### ゲームプレイの変更
マップのデザインはゲームプレイに大きな影響を与える 。例えば、ゲームプレイはプラットフォーマーにも（足場の配置による）またはパズルゲーム にも（ボタン、鍵、およびドアを大量に用いることによる）なる。 FPSマップには長い通路を含まないことで狙撃を防ぐように設計されているものもあるが、一方で狙撃と接近戦の組み合わせが可能になるマップもある。 
ギミックマップは、狙撃や殴り合いなど、ゲームプレイの特に選ばれたフィーチャを探求するために作成されることがある。これらはレベルデザイナーにとっては簡単に効果的で、経験豊富なプレイヤーにとっては興味深いが、リプレイ価値が限られているため、通常はゲームのレベルの最終リストには含まれていない。 

### プレイヤー管理
レベルは一般にゲームの流れを制御することを念頭に置いて構成されており、プレイヤーをレベルのゴールに導き、混乱したり何もしないですごすことがないようにする。これは様々な手段によって達成することができる。 
多くの場合、レベルレイアウトはパワーアップと経路上のアイテム、そしてそれらを集めると必然的にゲームと物語が進行することの組み合わせを考慮する。これは基本的なプレイヤー管理技術の１つで、プラットフォーマーでよく見られる。 
プレイヤーを迷わせず正しい経路に導くため、照明やイルミネーション、はっきり色付けされたオブジェクトがしばしば用いられる。同様に、はっきりとマークされたチョークポイントを取り入れることもできる。 
もう1つの方法は、障害物や見ための相応しい環境的な小道具を戦略的に配置することである。これによってプレイヤーの注意を「明確な」道筋に向けさせる。これは閉じた「詰まった」環境でよく使われる。 
レースゲームのコースも「詰まった」環境の実例である。ヘアピンカーブ手前でブレーキを踏ませたければ、次第にコース脇の立樹などの設置間隔を狭めることで速度感、危機感を管理でき、ゲーム操作に「気づき」を与え、コースというレベルでのプレイヤーの成功体験を導くことができる。 
レベルはプレイヤーがマップを探索して前進することを強制するように設計されているかもしれない。ほとんどのRTSのマップは各プレイヤーに開始地点となる拠点を与えるが、プレイヤーを彼らの拠点から引き離してお互いに交戦するように設計されたリソース配分と地理的特徴を持つ。適切に設計されていない場合、チームプレイマップは、あるチームが他のチームよりもずっと有利になる。 

## 隠し機能
レベルデザイナーは時として、気づいたりたどり着くのに労力を必要とする隠し部屋やエリアを作成する 。そこでは通常、弾薬やパワーアップなどの追加の報酬が得られる。カジュアルプレイヤーは通常これらを発見しないが、こういったエリアは面白いので熱心なゲーマーによって発見され記録される。時には、それらはイースターエッグとして機能し、レベルデザイナーの名前や絵などのメッセージ、あるいは政治的またはユーモラスなメッセージを含んでいる 。隠し機能を売り物とし3Dエンジンを搭載した最初のゲームの1つは『Wolfenstein 3D』で、隠し通路を開くために特定の壁を「押す」ことができた 。他にも、『Quake』にはプレイヤーが弾薬、武器、クワッドダメージといったパワーアップを得られる多くの秘密のエリアがある。そしてある到達の困難な秘密のエリアでDopefishが現れる。実際、"ナイトメア"と名付けられた最も難しいレベルは4次元のエントランスホールにある秘密のポータルを通してしか到達できない。 
時としてレベル全体が秘密のレベルとして設計されることもある。 

## ツール
レベルデザインには様々なツールを用いることがある。汎用のマルチメディア作成ツールを使用してモデルやテクスチャをデザインするほうがより速いが、ゲームでは通常ゲームエンジンに適した独自フォーマットのデータを必要とする。このために、モデル、テクスチャ、およびオーディオデータの特別なコンパイラおよびコンバータが、レベルを設計するために必要となることがある。 
3ds Max、 Blender、 AutoCAD、 Lightwave、 マヤ、 Softimage XSI、Grome を、通常特定のゲーム用に開発された特別なプラグインでカスタマイズして、使用することもある。

## 俗用
レベルデザインの「レベル」とは、「１面・２面」に相当するステージ名としての「Level１、Level２」のLevelである。つまりこの場合のレベルとはステージや地形などを指す言葉であり、難易度やプレイヤーキャラクターのレベルを指す言葉では無いが、日本のゲームにおいてステージをレベルと呼ぶ例が希少であったことと、JRPGにおける「レベル」が専らプレイヤーキャラクターのレベルを指していた事から、「レベルデザイン」が「プレイヤーキャラクターのレベルや難易度の調整」という意味として使われる俗用が広まっている。派生して、UIデザイン上の視点誘導を以て「ソーシャルゲームでのレベルデザイン」と称する事例もある。